# 环县
环县是中华人民共和国甘肃省庆阳市下属的一个县，位于甘肃东北部。与之接壤的县市有：东边华池县、陕西省定边县，南边庆阳市、镇原县，西边宁夏回族自治区固原市、同心县，北边宁夏盐池县。

## 行政区划
环县下辖10个镇、10个乡：
环城镇、曲子镇、甜水镇、木钵镇、洪德镇、合道镇、虎洞镇、毛井镇、樊家川镇、车道镇、天池乡、演武乡、八珠乡、耿湾乡、秦团庄乡、山城乡、南湫乡、罗山川乡、小南沟乡和芦家湾乡。

## 交通
- 211国道、 341国道过境。

## 特产
环县荞麦、环县皮影：中国地理标志产品。